# Tahograf
Tahograf je uređaj koji najmanje osigurava zapis brzine i prijeđenog puta vozila.
Pod pojmom tahograf podrazumijeva se i:
- nadzorni uređaj (euro tahograf) - uređaj koji osigurava upis vremena vožnje članovima posade vozila, vremena provedenog u obavljanju profesionalne aktivnosti koja ne spada u upravljanje vozilom, vremena odmora, brzine kretanja vozila i prijeđene udaljenosti vozila,

Zapisni list je dio u tahografu ili nadzornom uređaju koji mora imati tipno odobrenje na kojem pisaljka tahografa ili nadzornog uređaja neprekidno piše podatke koji moraju ostati trajno zapisani.
Postoje dvije vrste tahografa:
- stariji, analogni tahografi, koji podatke o radnim aktivnostima, brzini i prijeđenim kilometrima bilježe na tzv. taholistiće - obrasce kružnog oblika koje vozači umeći u tahograf u vozilu
- noviji, digitalni tahografi, koji podatke spremaju na digitalne pametne kartice - svaki vozač u za to ovlaštenoj instituciji može kupiti svoju identifikacijsku digitalnu karticu i koristiti je kod vožnje vozila s digitalnim tahografima

Od 2009. u Republici Hrvatskoj postoji obveza ugradnje digitalnih tahografa u sva novoregistrirana vozila. Ipak, obzirom na stanje voznog parka hrvatskih autoprijevoznika, još uvijek je udio analognih tahografa u ukupnom broju vrlo velik.
Do 2012., jedini hrvatski proizvod (softverski sustav za Windows platformu) koji omogućava vođenje evidencije podataka s analognih i digitalnih tahografa - ručni unos, skeniranje tahografskih listića i očitavanje podataka s kartica vozača, jest IB.TAHO

## Analogni tahografi
Većina tahografi proizvedena prije 1. svibnja 2006 bili su od analognog tipa. Analogni tahograf koristi pisač koji ostavlja linije na papiru odnosno papirnatom disku koji rotira tijekom dana. Jedna rotacija obuhvaća kod analognog tahografa 24-satni period nakon čega se mora mijenjati novim listićem. Ako se ne zamjeni pisač ostavlja trag preko prvog i tako sve dok se ne zamjeni novim. Na više tragova koji se preklapaju mogu se učitati brzina i prevaljena udaljenost no čim ih je više javlja se mogućnost da budu neupotrebljivi. Analogni tahograf ne upozorava vozača vozila o potrebi zamjene listića - diska već on o tome mora voditi računa te zamijeniti postojeći prije isteka 24-satnog perioda.
Analogni podaci s listića učitavaju se vizualno, a može se učitati i pomoću ručnog alata za analizu analognih tahografskih listića. Analogni diskovi mogu se skenirati te elektronički obraditi računalom, iako je prelazak s analognog na digitalni proces još uvijek zahtijeva stručno tumačenje žele li se dobiti što precizniji podaci, zbog primjerice nepravilnosti samog diska, zbog ogrebotina na površini koji nakon skeniranja daje pogrešna digitalna učitanja.

## Digitalni tahografi
Upotreba digitalnog tahografa temelji se na softveru EU-a i personaliziranim pametnim karticama na kojima se čuvaju svi relevantni podaci potrebni za evidencije radnog vremena. Isti podaci se osim na čipu pametne kartice zapisuju i u radnu memoriju digitalnog tahografa smještenog u vozilu. On također ima ugrađen i pisač sa svrhom ispisa podataka o radnom vremenu vozača.
Prema EU regulativi 1360/2002 o upotrebi digitalnih tahografa oni postaju obvezni za sva vozila ukupne  mase iznad 3,5t proizvedenih nakon 1. kolovoza, 2005. godine.
Republika Hrvatska kao neclanica EU država je država koja je uvela digitalne tahografe i započela s izdavanjem kartica vozača. Digitalni tahografi se inače koriste i u Meksiku od 1994., ali tamo to nije savezni propis. Posljednje implementacije razvijene upravo u Meksiku imaju GPS mogućnosti mapiranja, određivanja visine i položaja.

## Zakonska regulativa
Zakon o radnom vremenu, obveznim odmorima mobilnih radnika i uređajima za bilježenje u cestovnom prometu propisuje osnovna pravila za korištenje uređaja za bilježenje aktivnosti vozača - tahografa. Zakon dozvoljava korištenje analognih i digitalnih tahografa - analogni tahografi još uvijek dominiraju obzirom na starost voznog parka, dok su digitalni tahografi obavezni u svim novim vozilima, registriranim prvi put od 1.1.2009. nadalje.
Sva nova vozila s više od 3,5 t ukupno dozvoljene mase i autobusi koji prijevoze više od 9 putnika prvi put registrirana u RH od 01.01.2009 moraju imati ugrađen digitalni tahograf. U EU od svibnja 2006 prema odredbi (EC) br.561/2006.
Kao što svi vozači znaju, analogni tahografi bilježe informacije o aktivnostima (vožnja, ostali rad, spremnost, odmor) na analogne tahografske listiće - kružne listiće na koje se ručno upisuje početno i završno stanje kilometarsata te vrijeme početka i završetka vožnje, dok tahograf kružno bilježi status/aktivnost i druge informacije (brzina vožnje, pređeni kilometri).
Za korištenje digitalnih tahografa, ovlaštena pravna osoba (AKD d.o.o. u RH) izdaje jedinstvene identifikacijske memorijske kartice svim vozačima - tzv. kartice vozača. Kod korištenja digitalnog tahografa vozač svoju karticu mora umetnuti u uređaj i od tog trenutka do vađenja kartice, uređaj bilježi sve bitne parametre vožnje na samu karticu.
Pravilnikom o prijenosu podataka o radnom vremenu mobilnih radnika i o vođenju evidencije objavljenom u Narodnim novinama NN 43/09 definirani su minimalni uvjeti vezano uz vođenje evidencije o radnim aktivnostima vozača - obveznik vođenja evidencije je poslodavac ili samostalni autoprijevoznik.
U Republici Hrvatskoj, trenutno važeća zakonska regulativa uključuje Zakon o radnom vremenu, obveznim odmorima mobilnih radnika i uređajima za bilježenje u cestovnom prometu (NN 75/13), vezani Pravilnik o prijenosu podataka i načinu vođenja evidencije iz tahografa (NN 83/13), te ostale važeće Uredbe koje vrijede kako kod nas tako i kod ostalih članica EU.

## Evidencija radnih aktivnosti
U principu, vođenje evidencije autoprijevoznici i poslodavci mogu odraditi sami ili za isto koristiti usluge specijaliziranih tvrtki. Vođenje evidencije se svodi na digitalizaciju podataka s analognih listića i očitavanje kartica vozača - temeljem dobivenih informacija izrađuju se propisana izvješća, provodi analiza obavljenih aktivnosti, upućuje vozače na eventualne prekršaje itd. Izvještaji se generiraju u skladu s navedenim Pravilnikom, no kako pravilnik propisuje minimalne uvjete, niz dodatnih informacija je uvijek dostupan poslodavcima, po potrebi.
Dodatno, osim same evidencije, poslodavci su dužni vozačima izdavati tzv. AETR potvrde (u Republici Hrvatskoj do 2013. je bio važeći višejezični, Pravilnikom propisani međunarodni obrazac, dok se od 2013. koristi obrazac u potpunosti na hrvatskom jeziku) za sve slobodne dane i iste priložiti u evidenciji. Potvrde o aktivnostima vode se za razdoblja u kojima vozači ne obavljaju osnovnu djelatnost vožnje, odnosno kad se radi o vozilima koja nisu uključena u važeće odredbe... Zemlje članice EU propisuju korištenje nacionalnih obrazaca, a slično je i s državama u okruženju i tranzicijskim državama (tako se, na primjer, u Sloveniji koristi "Potrdilo o dejavnostih", u Srbiji "Potvrda o odsustovanju"...).
Potvrde je nužno izrađivati na računalu (nikako se ne smiju ručno popunjavati), a ta funkcionalnost je najčešće uključena u specijalizirani softver za rad s tahografima (primjer), ili pak se radi o neovisnim pomoćnim programima ili web rješenjima!